# Banyan-Höhle
Die Banyan-Höhle liegt im Nordwesten von Thailand in der Provinz Mae Hong Son am Ende des Banyantals.
Die Banyan-Höhle wurde 1972 bekannt, als Chester Gorman im Anschluss an seine Entdeckung der Phimaen-Höhle nach weiteren Spuren der Hoabinhian-Kultur in Thailand forschte und dabei im Banyantal fündig wurde. Am Ende des Tals befindet sich eine Wasserquelle zwischen sich erhebenden Kalksteinfelsen inmitten eines Regenwaldes.
Die Ausgrabungen fanden auf einem etwa 40 m² großen Bodenstück statt und lieferten typische Werkzeuge der Hoabinhian-Menschen zutage, kurze Steinäxte und -hämmer aus Kieselstein. Sie wurden vermutlich zum Brechen von Tierknochen benutzt, um an das Knochenmark zu kommen. Man jagte Wildrinder, Schweine und Hirsche und betrieb daneben auch Fischfang im nahe gelegenen Banyanfluss. Es finden sich aber auch Knochen von Makaken, Languren und Bären, Hörnchen und sogar einem Nashorn. Bohnen, Flaschenkürbisse und Nüsse von Balsambaumgewächsen bildeten neben Reis die pflanzliche Nahrung der Bewohner.
Anhand der Radiokohlenstoffdatierung stellte man das Alter der Funde auf 3500 bis 2000 v. Chr. fest; die oberste Schicht stammt jedoch aus einer Zeit zwischen 900 v. Chr. und 900 n. Chr. und ist damit nicht der Hoabinhian-Kultur zuzuordnen. Überraschenderweise fand man heraus, dass die Überreste an Reis zu einer wild wachsenden Sorte gehörten und nicht angebaut worden waren. Somit ist es wahrscheinlich, dass vor vier- und fünftausend Jahren Jäger und Sammler die Höhle aufsuchten, und dort auch noch vor tausend Jahren nur Menschen hausten, die noch keine Landwirtschaft kannten.